# Athanodoros von Rhodos

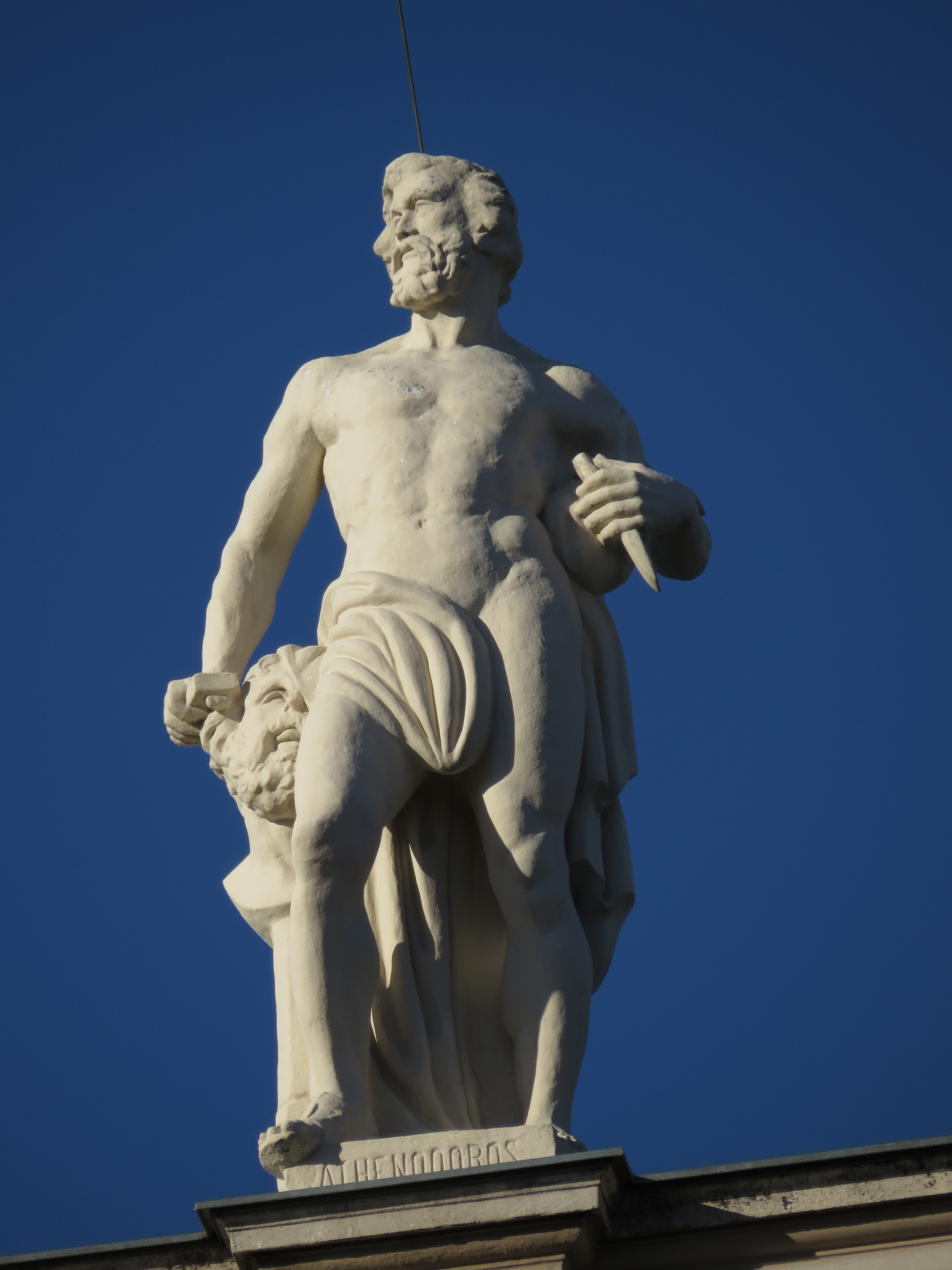
Athanodoros von Rhodos, Attika Kunsthistorisches Museum, Babenbergerstraße

Athanodoros (griechisch Ἀθανόδωρος Athanódōros) war ein griechischer Bildhauer des 2. bis 1. Jahrhunderts v. Chr. aus Rhodos.
Es ist bekannt, dass Athanodoros zusammen mit den Bildhauern Hagesandros und Polydoros arbeitete. (Weitere Information siehe unter Hagesandros.)